# Anepilecta
Anepilecta là một chi bướm đêm thuộc họ Erebidae.